# Dr. Hook & the Medicine Show

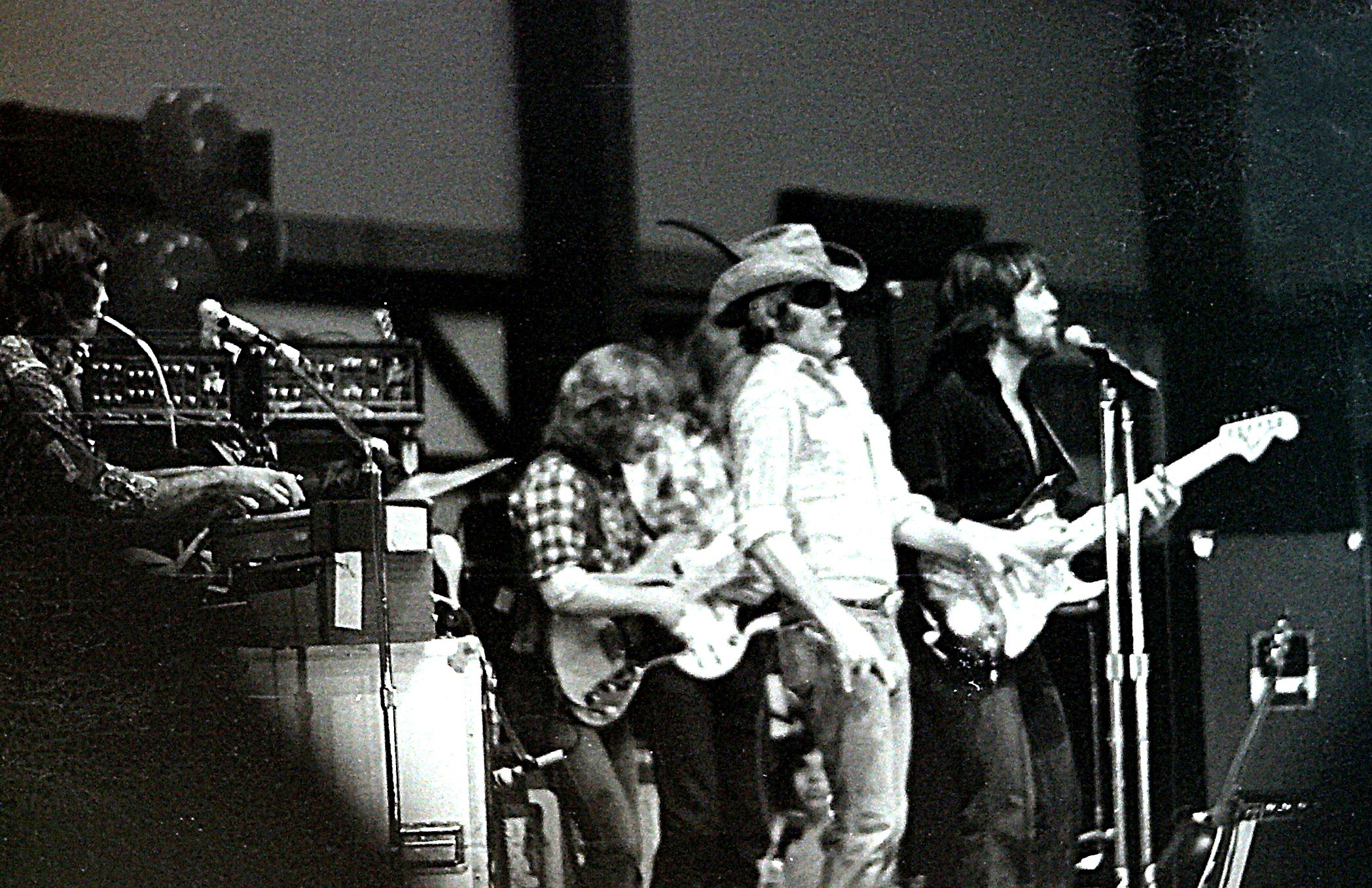
Dr. Hook (1977)

Dr. Hook & the Medicine Show (1968–1974), später nur noch Dr. Hook (1975–1985), war eine US-amerikanische Pop-Country-Rock-Band, die 1968 in Union City, New Jersey, gegründet wurde.

## Geschichte
Der feste Bestandteil der Originalbesetzung bestand aus Ray Sawyer und Dennis Locorriere. Bill Francis, John David und George Cummings waren ebenfalls Teil der Band, allerdings waren sie keine permanenten Bandmitglieder, sondern traten nur bei einzelnen Liedern und Konzerten auf.
Weitere Bandmitglieder in den späteren Jahren waren zusätzlich noch Jance Garfat, Rik Elswit und Jay David. Sawyer war sehr auffällig durch seinen Cowboyhut und seine Augenklappe, die er seit einem Autounfall im Jahre 1967 trug. Beides wurde zu seinem Markenzeichen. Der ursprünglich geplante Name der Band war deshalb auch Captain Hook and the Medicine Show.
Wichtig für den Erfolg der Band war der Singer-Songwriter Shel Silverstein, der rund 60 Lieder für seine von ihm mitinitiierte Hausband Dr. Hook schrieb, darunter The Cover of ‚Rolling Stone‘, Freakin’ at the Freakers’ Ball, The Ballad of Lucy Jordan und Sylvia’s Mother. Seine eigentlich öffentlichkeitsscheue Art ließ ihn aber im Bekanntheitsgrad hinter den anderen zurückbleiben.
1972 begleiteten Shel Silverstein und Dr. Hook & the Medicine Show in dem Film Wer ist Harry Kellerman? als Capt. Love und Band Dustin Hoffman bei seinem Gastauftritt als Georgie Soloway im Fillmore East.
1983 trat Ray Sawyer aus der Band aus, die sich zwei Jahre später auflöste. Bis zu seinem Tod 2018 trat er wieder in den USA und Skandinavien als Dr. Hook featuring Ray Sawyer auf.

## Diskografie

### Alben
| Jahr | Titel                        | Höchstplatzierung, Gesamtwochen, AuszeichnungChartplatzierungen (Jahr, Titel, Platzierungen, Wochen, Auszeichnungen, Anmerkungen) | Höchstplatzierung, Gesamtwochen, AuszeichnungChartplatzierungen (Jahr, Titel, Platzierungen, Wochen, Auszeichnungen, Anmerkungen) | Anmerkungen                          |
| Jahr | Titel                        | UK | US | Anmerkungen                          |
| ---- | ---------------------------- | --- | --- | ------------------------------------ |
| 1972 | Dr. Hook & the Medicine Show | — | US45 (23 Wo.)US |                                      |
| 1972 | Sloppy Seconds               | — | US41 (31 Wo.)US | Erstveröffentlichung: November 1972  |
| 1973 | Belly Up!                    | — | US141 (6 Wo.)US |                                      |
| 1976 | Bankrupt                     | — | US141 (16 Wo.)US |                                      |
| 1976 | A Little Bit More            | UK5 Gold · (41 Wo.)UK | US62 (31 Wo.)US | Erstveröffentlichung: April 1976     |
| 1977 | Making Love and Music        | UK39 (4 Wo.)UK | — | Erstveröffentlichung: September 1977 |
| 1979 | Pleasure & Pain              | UK47 (6 Wo.)UK | US66 Gold · (34 Wo.)US |                                      |
| 1979 | Sometimes You Win            | UK14 Gold · (44 Wo.)UK | US71 (32 Wo.)US | Erstveröffentlichung: September 1979 |
| 1980 | Rising                       | UK44 Silber · (4 Wo.)UK | US175 (8 Wo.)US | Erstveröffentlichung: November 1980  |
| 1981 | Live in the UK               | UK90 (1 Wo.)UK | — |                                      |
| 1982 | Players in the Dark          | — | US118 (7 Wo.)US | Erstveröffentlichung: März 1982      |

Weitere Alben
- 1983: Let Me Drink from Your Well (Mercury)
- 2007: Greatest Hooks

### Kompilationen
| Jahr | Titel                           | Höchstplatzierung, Gesamtwochen, AuszeichnungChartplatzierungen (Jahr, Titel, Platzierungen, Wochen, Auszeichnungen, Anmerkungen) | Höchstplatzierung, Gesamtwochen, AuszeichnungChartplatzierungen (Jahr, Titel, Platzierungen, Wochen, Auszeichnungen, Anmerkungen) | Anmerkungen                             |
| Jahr | Titel                           | UK | US | Anmerkungen                             |
| ---- | ------------------------------- | --- | --- | --------------------------------------- |
| 1980 | Dr. Hook / Greatest Hits        | UK2 Platin · (29 Wo.)UK | US142 (12 Wo.)US | Erstveröffentlichung: November 1980     |
| 1992 | Completely Hooked – The Best Of | UK3 Platin · (22 Wo.)UK | — | Erstveröffentlichung: 1. Juni 1992      |
| 1999 | Love Songs                      | UK8 Gold · (8 Wo.)UK | — |                                         |
| 2007 | Hits and History                | UK14 Gold · (9 Wo.)UK | — | Erstveröffentlichung: 23. Februar 2007  |
| 2014 | Timeless                        | UK9 Gold · (8 Wo.)UK | — | 2 CDs                                   |
| 2020 | Gold                            | UK54 (3 Wo.)UK | — | Erstveröffentlichung: 13. November 2020 |

Weitere Kompilationen
- 1976: Revisited – The Best of Dr. Hook (And the Medicine Show)
- 1978: Remedies
- 1984: The (B)/Rest of Dr. Hook
- 1984: Sharing the Night Together
- 1985: Better Love Next Time
- 1985: Dr. Hook at the Country Store Music Co. Inc
- 1985: The Very Best Of
- 1988: Volume 2; The Country Store Collection
- 1988: Love Songs – 16 Original Greats
- 1989: Sharing the Night Together and Other Favorites by Dr. Hook
- 1995: A Little Bit More (feat. Ray Sawyer)
- 1996: Sharing the Night Together – The Best of Dr. Hook (UK: Gold)
- 1996: The Best of Dr. Hook
- 1996: The Very Best Of (feat. Ray Sawyer)
- 1996: 20 Great Love Songs (UK: Silber)
- 1998: Our Danish Collection (2 CDs)
- 1999: The Singles
- 1999: Simply the Best (2 CDs)
- 1999: Our Norwegian Collection (2 CDs)
- 2000: The Very Best Of (Dr. Hook and the Medicine Show, UK: Silber)
- 2000: Greatest Hits (and More) (UK: Silber)
- 2002: Classic Masters Dr. Hook
- 2004: Collections
- 2011: Essential (UK: Gold)

### Singles
| Jahr                               | Titel Album                                                | Höchstplatzierung, Gesamtwochen, AuszeichnungChartplatzierungen (Jahr, Titel, Album, Platzierungen, Wochen, Auszeichnungen, Anmerkungen) | Höchstplatzierung, Gesamtwochen, AuszeichnungChartplatzierungen (Jahr, Titel, Album, Platzierungen, Wochen, Auszeichnungen, Anmerkungen) | Höchstplatzierung, Gesamtwochen, AuszeichnungChartplatzierungen (Jahr, Titel, Album, Platzierungen, Wochen, Auszeichnungen, Anmerkungen) | Höchstplatzierung, Gesamtwochen, AuszeichnungChartplatzierungen (Jahr, Titel, Album, Platzierungen, Wochen, Auszeichnungen, Anmerkungen) | Höchstplatzierung, Gesamtwochen, AuszeichnungChartplatzierungen (Jahr, Titel, Album, Platzierungen, Wochen, Auszeichnungen, Anmerkungen) | Anmerkungen                            |
| Jahr                               | Titel Album                                                | DE | AT | CH | UK | US | Anmerkungen                            |
| ---------------------------------- | ---------------------------------------------------------- | --- | --- | --- | --- | --- | -------------------------------------- |
| als Dr. Hook and the Medicine Show |                                                            | | | | | |                                        |
|                                    |                                                            | | | | | |                                        |
| 1972                               | Sylvia’s Mother                                            | DE9 (23 Wo.)DE | — | CH3 (13 Wo.)CH | UK2 (13 Wo.)UK | US5 Gold · (15 Wo.)US | Erstveröffentlichung: 14. Februar 1972 |
| 1972                               | Carry Me, Carrie Sloppy Seconds                            | DE29 (7 Wo.)DE | — | — | — | US71 (6 Wo.)US | Erstveröffentlichung: 18. August 1972  |
| 1972                               | The Cover of Rolling Stone Sloppy Seconds                  | — | — | — | — | US6 Gold · (20 Wo.)US | Erstveröffentlichung: 26. Oktober 1972 |
| 1973                               | Roland the Roadie and Gertrude the Groupie Belly Up        | — | — | — | — | US83 (4 Wo.)US | Erstveröffentlichung: 1. Juni 1973     |
| 1973                               | Life Ain’t Easy –                                          | — | — | — | — | US68 (7 Wo.)US | Erstveröffentlichung: 24. August 1973  |
| 1975                               | The Millionaire –                                          | — | — | — | — | US95 (5 Wo.)US | Erstveröffentlichung: 30. Juni 1975    |
| als Dr. Hook                       |                                                            | | | | | |                                        |
|                                    |                                                            | | | | | |                                        |
| 1976                               | Only Sixteen Bankrupt                                      | — | — | — | — | US6 Gold · (22 Wo.)US | Erstveröffentlichung: 7. Oktober 1976  |
| 1976                               | A Little Bit More                                          | DE42 (1 Wo.)DE | — | — | UK2 Gold · (18 Wo.)UK | US11 (23 Wo.)US | Erstveröffentlichung: 19. Mai 1976     |
| 1976                               | If Not You A Little Bit More                               | — | — | — | UK5 (10 Wo.)UK | US55 (11 Wo.)US | Erstveröffentlichung: 22. Oktober 1976 |
| 1976                               | (One More Year Of) Daddy’s Little Girl –                   | — | — | — | — | US81 (3 Wo.)US |                                        |
| 1977                               | Walk Right In Making Love and Music                        | — | — | — | — | US46 (10 Wo.)US | Erstveröffentlichung: 7. April 1977    |
| 1978                               | More Like the Movies –                                     | — | — | — | UK14 (10 Wo.)UK | — | Erstveröffentlichung: 7. Februar 1978  |
| 1978                               | Sharing the Night Together Pleasure & Pain                 | — | — | — | UK43 (4 Wo.)UK | US6 Gold · (22 Wo.)US | Erstveröffentlichung: 18. August 1978  |
| 1979                               | All the Time in the World Pleasure & Pain                  | — | — | — | — | US54 (7 Wo.)US | Erstveröffentlichung: 3. Januar 1979   |
| 1979                               | When You’re in Love with a Beautiful Woman Pleasure & Pain | DE8 (28 Wo.)DE | AT14 (8 Wo.)AT | — | UK1 Silber · (21 Wo.)UK | US6 Gold · (25 Wo.)US | Erstveröffentlichung: März 1979        |
| 1979                               | Better Love Next Time Sometimes You Win                    | DE33 (16 Wo.)DE | — | — | UK8 (8 Wo.)UK | US12 (19 Wo.)US | Erstveröffentlichung: Oktober 1979     |
| 1980                               | Sexy Eyes Sometimes You Win                                | DE2 (25 Wo.)DE | AT11 (14 Wo.)AT | CH6 (9 Wo.)CH | UK4 (9 Wo.)UK | US5 Gold · (21 Wo.)US | Erstveröffentlichung: 28. Januar 1980  |
| 1980                               | Years from Now Sometimes You Win                           | — | — | — | UK47 (6 Wo.)UK | US51 (9 Wo.)US |                                        |
| 1980                               | In Over My Head Sometimes You Win                          | DE44 (11 Wo.)DE | — | — | — | — |                                        |
| 1980                               | Girls Can Get It Rising                                    | DE44 (11 Wo.)DE | — | — | UK40 (5 Wo.)UK | US34 (14 Wo.)US |                                        |
| 1981                               | That Didn’t Hurt Too Bad –                                 | — | — | — | — | US69 (4 Wo.)US |                                        |
| 1982                               | Baby Makes Her Blue Jeans Talk Players In The Dark         | DE64 (4 Wo.)DE | — | — | — | US25 (12 Wo.)US |                                        |
| 1982                               | Loveline Players In The Dark                               | — | — | — | — | US60 (10 Wo.)US |                                        |

grau schraffiert: keine Chartdaten aus diesem Jahr verfügbar
Weitere Singles
- 1973: Acapulco Goldie
- 1973: If I’d Only Come and Gone
- 1974: The Ballad of Lucy Jordan
- 1975: Everybody’s Making It Big but Me
- 1975: Cooky and Lila
- 1975: Who Dat
- 1975: The Stimu Dr. Hook (Promo)
- 1977: Sleeping Late
- 1978: Queen of the Silver Dollar
- 1978: I Don’t Want to Be Alone Tonight
- 1978: Clyde
- 1978: Storms Never Last
- 1979: No quiero estar solo esta noche (spanische Version von I Don’t Want to Be Alone Tonight)
- 1979: What Do You Want?
- 1980: Body Talking
- 1980: S.O.S. for Love
- 1981: Hearts Like Yours and Mine
- 1982: Rings
- 1983: I’ll Put Angels Around You

## Auszeichnungen für Musikverkäufe
| Silberne Schallplatte - Dänemark - 1977: für das Album A Little Bit More Goldene Schallplatte - Australien - 1977: für die Single Only Sixteen - 1982: für das Album Players in the Dark - Kanada - 1977: für das Album A Little Bit More - 1978: für das Album Revisited – The Best of Dr. Hook (And the Medicine Show) - 1979: für die Single Sharing the Night Together - 1979: für die Single When You’re in Love with a Beautiful Woman - Neuseeland - 1981: für das Album Greatest Hits - 2024: für das Album Essential - Norwegen - 1999: für das Album Our Norwegian Collection - Schweden - 1999: für das Album Our Swedish Collection | Platin-Schallplatte - Australien - 1977: für das Album A Little Bit More - 1992: für das Album Greatest Hits - Kanada - 1979: für das Album Pleasure & Pain - 1980: für das Album Sometimes You Win - Neuseeland - 2021: für die Single Sexy Eyes 2× Platin-Schallplatte - Neuseeland - 2002: für das Album Greatest Hits (and More) - 2024: für die Single Sharing the Night Together - 2024: für die Single When You’re in Love with a Beautiful Woman 3× Platin-Schallplatte - Neuseeland - 1993: für das Album Completely Hooked – The Best Of |

Anmerkung: Auszeichnungen in Ländern aus den Charttabellen bzw. Chartboxen sind in ebendiesen zu finden.
| Land/RegionAuszeichnungen für Musikverkäufe (Land/Region, Auszeichnungen, Verkäufe, Quellen) | Silber     | Gold       | Platin       | Verkäufe  | Quellen                                                    |
| -------------------------------------------------------------------------------------------- | ---------- | ---------- | ------------ | --------- | ---------------------------------------------------------- |
| Australien (ARIA)                                                                            | —          | 2× Gold2   | 2× Platin2   | 190.000   | aria.com.au                                                |
| Dänemark (IFPI)                                                                              | Silber1    | —          | —            | 25.000    | Einzelnachweise                                            |
| Kanada (MC)                                                                                  | —          | 4× Gold4   | 2× Platin2   | 550.000   | musiccanada.com                                            |
| Neuseeland (RMNZ)                                                                            | —          | 2× Gold2   | 10× Platin10 | 237.500   | aotearoamusiccharts.co.nz NZ2 NZ3                          |
| Norwegen (IFPI)                                                                              | —          | Gold1      | —            | 25.000    | ifpi.no (Memento vom 5. November 2012 im Internet Archive) |
| Schweden (IFPI)                                                                              | —          | Gold1      | —            | 40.000    | sverigetopplistan.se                                       |
| Vereinigte Staaten (RIAA)                                                                    | —          | 7× Gold7   | —            | 6.500.000 | riaa.com                                                   |
| Vereinigtes Königreich (BPI)                                                                 | 5× Silber5 | 8× Gold8   | 2× Platin2   | 2.290.000 | bpi.co.uk                                                  |
| Insgesamt                                                                                    | 6× Silber6 | 25× Gold25 | 16× Platin16 |           |                                                            |